# Екзистенція (фільм)
«Екзистенція» (англ. Existenz) — фантастичний психологічний трилер 1999 року сценариста та режисера Девіда Кроненберга. Головні ролі виконали Дженніфер Джейсон Лі і Джуд Лоу.
Публіцист Тед опиняється втягнутий у протистояння двох компаній, які розробляють відеоігри в віртуальній реальності. Нова гра eXistenZ, створена жінкою Аллегрою, повинна здійснити революцію в індустрії, пропонуючи небувалий рівень реалістичності. Аллегру прагнуть убити фанатики й Теду доводиться стати її захисником. Та згодом Тед починає сумніватися чи не є його життя грою.

## Сюжет
У недалекому майбутньому стали поширені біотехнології. Численні пристрої, такі як мобільні телефони, тепер замінюють синтетичні живі істоти. Дві компанії-розробниці відеоігор, Antenna Research та Cortical Systematics, конкурують між собою. Аллегра Геллер, дослідниця ігор з Antenna, презентує нову багатокористувацьку гру в віртуальній реальності під назвою eXistenZ. Вхід у гру відбувається з допомогою органічної консолі, для тестування котрої відбирають 12 студентів. Контролери консолі являють собою мішок із синтетичної плоті, що підмикається до людини своєрідною пуповиною через встановлений багатьом біопорт на спині. На презентацію eXistenZ проникає Ноель Діхтер, прихильник радикального руху Реалістів, що виступає за збереження реальності. Він стріляє в Аллегру з органічного пістолета, що замість куль використовує зуби, але тільки ранить. Студенти в eXistenZ при цьому теж відчувають біль. Замах не вдається, Ноеля схоплюють, а Аллегру виводить публіцист Тед Пайкл, який нехтує біотехнологіями.
Аллегра підозрює, що радикали переслідують її й далі, та виявляє, що прототип консолі eXistenZ може бути пошкоджений. Аби перевірити справність пристрою, Аллегра переконує Теда встановити біопорт на хребті. Для цього вона везе його на заправку, де торговець з чорного ринку на ім'я Газ встановлює біопорт. Газ в захваті від ігор Аллегри, розповідає, що вони змінили його життя, дозволяючи бути будь-ким у віртуальному світі. Та насправді Газ потай працює на Реалістів, тому встановлює несправний порт. Через це консоль ламається, а слідом Газ намагається вбити Аллегру. Захищаючи її, Тед убиває Газа. Обоє тікають до старого гірськолижного будиночка, який належав Тедовому наставнику Кірі Винокуру.
Винокур та його помічник ремонтують консоль і дають Пайклу справний біопорт. Аллегра з Тедом входять у eXistenZ і потрапляють до віртуального міста, що являє собою своєрідне головне меню гру. Тед цікавиться яка мета eXistenZ і дізнається, що сенс гри — шукати своє місце в житті. Він зауважує, що його мова та відчуття належать не йому, а ігровому персонажу, хоча сприймаються як власні. Обоє зустрічаються в грі з Д'Арсі Нейдером, який продає їм живі картриджі — своєрідні ключі для входу в основну частину eXistenZ.
Вони приймають ролі коханців, які працюють на фабриці з виробництва картриджів. Інший працівник заводу, Євген Норіш, запрошує Теда відвідати після роботи китайський ресторан. Тед приходить туди з Аллегрою, але вирішує поставити гру на паузу. Він отямлюється в реальності, проте сумнівається чи не є це частиною гри. Повернувшись до ресторану, Тед отримує огидну страву, але за спонуканням Аллегри вирішує скуштувати. Він розуміє, що з неїстівних частин можна скласти пістолет, а його зубний міст слугує боєзапасом. Склавши докупи зброю, Тед відчуває непереборне бажання когось убити, ледве не стріляє в Аллегру, але потім застрелює офіціанта. Норіш перестріває пару та розповідає, що працює на Реалістів і це він організував убивство офіціанта, бо той зрадник. Тед з Аллегрою зустрічають Уго Карлоу, котрий каже, що Нуріш насправді подвійний агент і працює на Cortical Systematics з метою знищити Реалістів. Тед сумнівається в успіху eXistenZ, бо не розуміє на чиєму боці він повинен тут бути й від кого очікувати загрози.
На заводі вони знаходять хворий картридж і відчувають потребу підключитися до нього. Обоє здогадуються, що повинні заразити інші картриджі. Аллегрі стає зле, Тед перерізає пуповину, та Аллегра від цього починає стікати кров'ю. Раптом прибуває Норіш і спалює картридж вогнеметом. Картридж вибухає хмарою спор, Аллегра ранить Норіша ножем і тікає разом з Тедом з охопленого пожежею заводу.
Обоє отямлюються в гірськолижному будиночку, та консоль виявляється зараженою. Геллер припускає, що новий біопорт Пайкла, мабуть, був заражений Винокуром, щоб знищити її гру. Коли Аллегра намагається вилікувати консоль, з'являється Норіш як прибічник Реалістів, та розстрілює пристрій. Тед підозрює, що це теж гра, бо події навколо розгортаються неймовірним чином — Реалісти здійснюють революцію, та хочуть розстріляти Аллегру. Несподівано виникає Уго та застрелює Норіша. Він переманює Аллегру на бік Cortical Systematics обіцянками зберегти eXistenZ, але вона вбиває його. Аллегра визнає, що це гра, проте тепер Тед каже, що це реальність, а сам він — Реаліст, посланий втертися в довіру та вбити Аллегру. Вона, однак, передбачила це та першою завдає Теду удару.
Тепер обоє отямлюються в реальності, на випробуванні консолі, що тривало лише 20 хвилин. Замість біотехнологій в цьому світі є звичайні електронні, хоча й дивної форми. Учасники обговорюють свої втілення в світі eXistenZ. Помічниця Норіша на ім'я Мерле обіцяє всім учасникам тестування знижку на гру transCendenZ, в якій всі вони перебували.
Теда втім непокоїть тема боротьби проти ігор, наявна в transCendenZ. Він вагається, чи гра вплинула на нього, чи зображала дійсні події, а слідом він і Аллегра вихоплюють пістолети й розстрілюють Норіша з Мерле. Далі вони націлюються на чоловіка, що грав офіціанта. Той запитує чи вони всі ще в грі. Тед і Аллегра не відповідають.

## Ролі
- Дженніфер Джейсон Лі — Аллегра Геллер
- Джуд Лоу — Тед Пайкл
- Ієн Голм — Кірі Винокур
- Дон Маккеллар — Євген Норіш
- Каллум Кіт Ренні — Уго Карло
- Сара Поллі — Мерл
- Крістофер Екклстон — керівник семінару
- Віллем Дефо — Газ

## Виробництво
Сюжет фільму виник після інтерв'ю Кронерберга з Салманом Рушді для журналу «Shift» в 1995 р. У той час Рушді переховувався через фетву, яку наклали на нього мусульманські екстремісти в зв'язку з його спірною книгою «Сатанинські вірші».

## Новелізації
Крістофер Пріст написав однойменний роман для супроводу фільму «Екзистенція», виданий у 1999, тема якого має багато спільного з темами його власних творів.

## Критика
Рейтинг фільму на сайті IMDb складає 6,8 з 10, Rotten Tomatoes — 74 % свіжості, Metacritic — 68 зі 100.
Згідно з рецензією BBC, фільм дещо слабший за інші творіння Кроненберга, та місцями навіть наївний. Але він уникає високотехнологічних спецефектів, що сприяє розмиттю меж реальності та гри, чим створює відповідну сюрреалістичну картину.
За SF Gate, «Екзистенція» — це фільм жахів, який обігрує тему сплутування уяви з реальністю. Для цього він використовує страх перед сексом, проникненням у тіло, яким пропонується замінник у вигляді біологічних роз'ємів, який веде у світ фантазій. Там «дотепність і хитрі візуальні каламбури» маскують песимістичну ідею про те, що люди готові на все, аби лише обманути самих себе.
Як відгукнулися в Salon, фільм балансує між еротичним і жахливим, але якщо еротичні теми досить явні, то жаху насправді замало. Та при цьому концепція «Екзистенції» цікавіша, ніж «Матриці», бо цей фільм є грою сам по собі. Кроненберг заграє з глядачами, постійно ведучи їх до відгадки де реальність, а де гра, і потім перевертає все догори дригом.